# Жупанија Прахова
Прахова (рум. Judeţul Prahova) је жупанија у средишњем делу Румуније. Управно средиште жупаније је град Плојешти, а битан град је и Кампина. У северном делу жупаније налази се и Синаја, најпознатији румунски зимски центар. Остали градови су Баикој, Бреаза, Мизил, Валениј де Мунте, Комарник, Болдешти-Скаени, Урлаци, Буштени, Плопени, Сланик и Азуга.
Жупанија Прахова је један од најразвијених и најгушће насељених у земљи, а разлог томе су значајна налазишта нафте и, с тим у вези, развијена петрохемијска индустрија. Ту се налази и најпознатије зимско туристичко одредиште Румуније, Синаја.

## Положај
Жупанија Прахова је унутардржавна жупанија у Румунији. Граничи се са следећим жупанијама:
- ка северу: Брашов
- ка истоку: Бузау
- ка југоистоку: Јаломица
- ка југу: Илфов
- ка западу: Дамбовица

## Природни услови
Жупанија Прахова је у Влашкој и то у њеној ужој покрајини Мунтенији. Жупанија обухвата ток истоимене реке Прахова (по којој је жупанија и названа). Жупанија у северној трећини има потпуно планински карактер (Карпати), у средишњем делу је богато и густо насељено подгорје, да би на југу жупанија прешла у Влашку низију.

## Становништво
| 1948.   | 1956.   | 1966.   | 1977.   | 1992.   | 2002.   | 2011.   | 2021.   |
| ------- | ------- | ------- | ------- | ------- | ------- | ------- | ------- |
| 557.776 | 623.817 | 701.057 | 817.168 | 874.349 | 829.945 | 762.886 | 695.119 |

Према попису из 2021. године, жупанија Прахова је имала 695.119 становника што је за 67.767 мање (-8,88%) у односу на 2011. када је на попису било 762.886 становника. По броју становника је друга највећа од 41 румунске жупаније (трећа рачунајући и Букурешт).
Према последњем попису из 2021. године, већину становништва чинили су Румуни (87,07%), а од мањина највише је било Рома (2,02%). У свим административно-територијалним јединицама већину су чинили Румуни.
| Етнички састав према попису из 2021.‍ | Етнички састав према попису из 2021.‍ | Етнички састав према попису из 2021.‍ | Етнички састав према попису из 2021.‍ | Етнички састав према попису из 2021.‍ |
| ------------------------------------ | ------------------------------------ | ------------------------------------ | ------------------------------------ | ------------------------------------ |
|                                      |                                      |                                      |                                      |                                      |
| Румуни                               | Румуни                               |                                      | 605.242                              | 87,07%                               |
| Роми                                 | Роми                                 |                                      | 14.024                               | 2,02%                                |
| Мађари                               | Мађари                               |                                      | 214                                  | 0,03%                                |
| Турци                                | Турци                                |                                      | 158                                  | 0,02%                                |
| Остали                               | Остали                               |                                      | 750                                  | 0,11%                                |
| Непознато                            | Непознато                            |                                      | 74.731                               | 10,75%                               |